# Eva Nordmark
Eva Marie Nordmark (ur. 21 lutego 1971 w Luleå) – szwedzka polityk i działaczka związkowa, parlamentarzystka, od 2019 do 2022 minister.

## Życiorys
W pierwszej połowie lat 90. studiowała nauki polityczne na Uniwersytecie Technicznym w Luleå. Zaangażowała się w działalność polityczną w ramach Szwedzkiej Socjaldemokratycznej Partii Robotniczej. W latach 1995–1998 sprawowała mandat posłanki do Riksdagu.
W 1999 została etatową działaczką związkową w ramach SKTF, a następnie także w ramach centrali związkowej TCO. W latach 2004–2011 przewodniczyła SKTF, następnie do 2019 stała na czele TCO. We wrześniu 2019 dołączyła do rządu Stefana Löfvena, obejmując w nim urząd ministra zatrudnienia. Pozostała na tej funkcji również w utworzonym w lipcu 2021 trzecim gabinecie tegoż premiera. W powołanym w listopadzie 2021 rządzie Magdaleny Andersson została natomiast ministrem zatrudnienia oraz równości płci. Urząd ten sprawowała do października 2022.